# Tào Triệu
Tào Triệu (tiếng Trung: 曹肇; bính âm: Cáo Zhào; ? – 244), tự Trường Tư (長思), là tướng lĩnh Tào Ngụy thời Tam Quốc trong lịch sử Trung Quốc.

## Cuộc đời
Tào Triệu quê ở huyện Tiêu, nước Bái, Dự Châu. là con trai của đại tướng, tôn thất Tào Hưu, được sử sách mô tả là người có tài năng.
Năm 228, Tào Hưu uất hận mà chết, Tào Triệu được tập tước Trường Bình hầu của cha. Vào triều, nhận chức Tán kỵ thường thị, rồi Đồn kỵ hiệu úy, cùng Trung lĩnh quân Hạ Hầu Hiến thường bất mãn, đối chọi với bọn Lưu Phóng, Tôn Tư trên triều đình.
Đầu năm 238, Ngụy Minh đế Tào Duệ bệnh nặng, hạ chiếu triệu Yên vương Tào Vũ về triều, dự định lấy Yên vương Vũ làm Đại tướng quân, cùng Hạ Hầu Hiến, Tào Sảng, Tào Triệu, Tần Lãng cùng nhau phụ chính tân quân. Nhưng do Lưu Phóng, Tôn Tư gièm pha, Yên vương Vũ cùng bọn Hiến, Triệu, Lãng đều bị tước hết chức vụ, bắt trở về đất phong. Tào Duệ lấy Tào Sảng cùng Tư Mã Ý làm phụ chính, dẫn tới hệ lụy sau này.
Đầu năm Chính Thủy (244–249), Tào Triệu chết, truy tặng chức Vệ tướng quân, không thụy.

## Gia đình
- Tào Hưng (曹興), con trai của Tào Triệu, tập tước Trường Bình hầu.[2]
- Tào Sư (曹摅), cháu trai của Tào Triệu, quan viên Tây Tấn.[6]

## Trong văn hóa
Tào Triệu không xuất hiện trong tiểu thuyết Tam quốc diễn nghĩa của La Quán Trung.